# Овсепян, Румян Андраникович
Румян Андраникович Овсепян (арм. Ռումյան Անդրանիկի Հովսեփյան; 13 ноября 1991, Ереван, Армения) — армянский футболист, полузащитник клуба «Ноа».

## Биография

### Клубная карьера
Воспитанник ереванского «Пюника». В 2009—2013 годах играл за дилижанский «Импульс». После распада «Импульса» Овсепян вместе с Айвазяном, Давтяном, Егиазаряном и Лорецяном перешёл в «Бананц» и сразу же стал игроком основного состава команды. Румян по праву может считаться открытием в чемпионате Армении сезона 2013/14, так как футболист заметно прогрессировал. В сезоне 2014/15 выступал за донецкий «Металлург» в чемпионате Украины.
1 сентября 2015 был заявлен за «Сталь» (Днепродзержинск), которую покинул в конце января 2016 года.
В феврале 2016 года стал игроком «Ширака».

### Карьера в сборной
27 мая 2014 года дебютировал в составе национальной сборной Армении в матче против сборной ОАЭ, отметив свой дебют забитым мячом.

## Достижения
- Чемпион Армении: 2013/14

## Семья
Отец — Андраник Румянич Овсепян, футболист, в советское время выступал за ереванский «Арарат», лучший бомбардир чемпионата Армении 1993 года, был также игроком национальной сборной Армении.